# Ramón Peinador Checa
Ramón Peinador Checa (Madrid, 25 de diciembre de 1897-Ciudad de México, 26 de mayo de 1964) fue un pintor, dibujante, grabador, ilustrador, diseñador y decorador español que, exiliado en México, se nacionalizó en ese país.

## Primeros años y trabajo en Madrid y París
En su juventud, estudió pintura en la Real Academia de Bellas Artes de San Fernando. Se inicia en la escenografía en la compañía de teatro de su hermano Fernando. En los albores de su carrera, trabaja en escenografía, hace carteles, ilustraciones de libros y revistas, y pinta retrato y paisaje.
En 1924 viaja a París y pinta en su taller junto a La Ruche en Montparnasse, conviviendo su trabajo al óleo con la acuarela y el gouache. Durante su estancia en París sigue haciendo carteles e ilustraciones comerciales y organiza un taller de pintura en “batik” de seda. Vive el París bohemio, conviviendo con los grandes pintores e intelectuales de la época. Se inicia en la publicidad de cine: carteles, espectaculares, etc.
Viaja a Alemania e Italia a ver sus museos y conocer sus culturas. Se conservan pocas de sus obras de este periodo; algunas de ellas pueden encontrarse en colecciones privadas o museos como el Museo Nacional de Artes Decorativas de Madrid.
Este último museo realizó la exposición “Tal como éramos” en la que se exhibó un cartel de Peinador (Del 7 de marzo al 1 de junio de 2014).

## Regreso a España y guerra civil
En la década de 1930 regresa a España donde sigue pintando al óleo, acuarela y realizando aguafuerte y punta seca, labor que continuará en México, y trabajando en periódicos y revistas. En 1932, participa, junto con Félix Alonso, en el concurso de carteles del baile de máscaras del círculo de Bellas Artes, obteniendo por unanimidad del Jurado Calificador el primer premio.
El semanario de guerra “Hierro” publicó entre septiembre de 1936 y mayo de 1937 un conjunto de historietas y caricaturas elaboradas por Peinador. “Hierro” no era un tebeo, pero en 1937, el sello madrileño “Diana (U.G.T.)” editó el álbum de Peinador “Hierro” para recoger una colección de historietas y caricaturas del autor que ocuparon 44 páginas, al precio de peseta y media, con el formato de un cuaderno apaisado de 15 por 20 cm.
De sus contenidos son dignas de destacar las aucas agrupadas bajo el nombre “La vida, puerca y traidora, del fascio, en sencilla historia”, donde se ridiculizaba a los seguidores de Franco. Primeramente se procede allí al escarnio mediante pocas viñetas, pero luego Peinador utiliza historietas de mayor extensión, de hasta 6 viñetas, numeradas y con texto al pie, y resueltas con línea más segura.
Ese mismo esquema, pero con espíritu más festivo, fue el que utilizó Peinador para narrar las aventuras en viñetas de “Heliodoro”, motorista soldado que frecuenta el Bar Rojo, donde se emborracha para jolgorio de la tropa lectora.
"Hierro" recopiló una decena de historietas de "Heliodoro". La publicación, abierta y libre, incluyó en la última página un quién es quién de "Hierro", donde mencionaba a Álvaro Menéndez, Vela Zanetti y a Peinador, quien se caricaturizaba a sí mismo.
Durante los años de la Segunda República Española colabora con el ABC y la revista Blanco y Negro (principales publicaciones de España en esa época). También en esta época trabaja el cartel, destacando sus trabajos de propaganda política durante la Guerra Civil Española, hechos en el Ministerio de Propaganda de la República, en donde forma parte del grupo de artistas destinados en el Ministerio de Propaganda y en el de Instrucción Pública que, en noviembre de 1936, se trasladaron (como en el caso de Puyol, Amster, o Bardasano) con el gobierno republicano a Valencia y posteriormente a Barcelona.
De su labor como cartelista para el Ministerio de Propaganda se conservan pocos carteles. Algunos de ellos han sido compilados en diferentes medios.
En febrero de 1935 es homenajeado por los colegas de la Unión de Dibujantes Españoles, con Germán Horacio, en reconocimiento del premio por la decoración y/o el cartel del salón de baile El Espagnolade. También participó con honores en el concurso de carteles para la lotería de la Ciudad Universitaria de Madrid. A lo largo de los años treinta su nombre aparece entre los participantes del XVI Salón de Humoristas, inaugurado el 25 de abril de 1933 en el Círculo de Bellas Artes y cuando obtiene un premio por un dibujo conmemorativo del centenario de Lope de Vega, en un concurso convocado por la Revista de Estudios Hispánicos.
El “Diario de las Juventudes Socialistas”, también editado en España durante la Segunda República llevó viñetas de Peinador desde 1937. La publicación “No veas” fue fundada por Bardasano, quien reunió a su alrededor al grupo de caricaturistas y dibujantes integrado por: Kate, Karota, Peinador, Echea, Alfaraz, Cañabate, Ufano, Leo, Barbiano y Kim.

## Exilio en Francia y traslado a México
Debido a su actividad política, tras la caída de la Segunda República Española se ve obligado a huir a Francia, en donde estuvo en el Campo de concentración de Argelès-sur-Mer. Acogido por el gobierno mexicano, llega a Veracruz a bordo del barco Sinaia en 1939. De Veracruz pasó, como casi todos sus compañeros, a la Ciudad de México; donde trabajó como ilustrador de cuentos infantiles. Fue notable la serie de veinte volúmenes de las Aleluyas de Rompetacones, con textos de Antoniorrobles, publicados en 1939 por Estrella, Editorial para la Juventud. Continuó dibujando y pintando y, exponiendo en las colectivas que reunían a los españoles de la diáspora.
Su labor artística desde 1939 hasta su muerte en 1964 se desarrolla además de la pintura, en la publicidad, y los periódicos y revistas. Hace la portada de varias revistas como “Estampa”, “La Familia” y otras. Trabaja en decoración de interiores y diseño de muebles. Trabaja el grabado en punta seca y aguafuerte. Algunos de sus grabados se encuentran en los fondos de museos como el Museo Nacional de la Estampa y el Museo Franz Mayer.

## Industria del cine en México
Durante sus primeros años en México y particularmente en la década de 1940, trabaja intensamente en la industria cinematográfica en diseño de vestuario, carteles, publicidad. Es recordado por su labor como figurinista en la pujante industria cinematográfica mexicana de los años cuarenta, especialmente en la superproducción “Cristóbal Colón”.
Durante la llamada Época de oro del cine mexicano, Peinador participa en los principales aspectos publicitarios; destacadamente, en la elaboración de carteles. Algunos de estos los elabora en colaboración con otro cartelista también de origen español, el republicano José Espert. Aprovechando su amplia experiencia en el teatro, realiza el diseño del vestuario de la película “Cristobal Colón”.

## Pintura
Realizó catorce exposiciones individuales (en 1944 el entonces presidente de México, Manuel Ávila Camacho manda comprar toda la exposición para decorar la Residencia Oficial de Los Pinos) y participó en infinidad de colectivas (Círculo de Bellas Artes, Ateneo Español, Pintores Españoles en el Exilio, Seminario de Cultura Mexicana, Ilustradores de ABC y Blanco y Negro). 
|  |

| Peinador escruta a la naturaleza y la escruta con ojos tan abiertos como su espíritu. Su proyección no inmoviliza el paisaje en su retina, ni solo ve un caos de colores, sino que ordena y organiza acercándose al valor emotivo de cada una de sus partes. |
| Gabriel de la Paz, Revista “Impacto” |

| No cabe duda que siente el paisaje y que lo ama sobre cualquier otro tema. Con una técnica limpia, neo-impresionista, sin trucos o tretas de ninguna clase, nos ofrece su interpretación del paisaje de México, lleno de luminosidad y de positiva poesía. |
| Jorge Juan Crespo de la Serna, Periódico “Excelsior” |

| Su amor al paisaje mexicano no deja duda, para examinar quien examina de diversas regiones de nuestra tierra, montañas, plantíos, arboledas, caminos, poblados, ranchos, ríos y canales, lo atraen y en ellos encuentra siempre bellos temas. Seguramente es ya uno de los más fieles y veraces de los intérpretes del paisaje mexicano. |
| Luis Lara Pardo, “Revista de Revistas” |

| Peinador ha logrado, con su visión de gran artista, ese privilegio personal, verdaderamente envidiable, con sus verdes y sus azules, testimoniándolo esa colección de paisajes, en los que sin dar rienda suelta a la fantasía... arranca a la naturaleza sus bellezas reales, demostrando, como los grandes artistas, que todo cuanto nos rodea contiene motivos para que, los que tienen facultades propias y excepcionales, puedan sublimarlos con su arte. |
| Manuel Castillo |

| Maravilla las dotes de captación de este maestro del pincel, adaptado ya a nuestro ambiente con tal identificación que, con justicia, puede y debe ser catalogado entre los pintores mexicanos enamorados de nuestros campos y de nuestros pueblos. |
| Estampa, 30 de agosto de 1945 |

| Una pintura que debería ser monótona por el tema, muestra esas múltiples facetas que sólo sabe captar quien conoce el misterio de encerrar en un metro de tela una inmensidad de tierra sin que falle la hondura, la lejanía, el beso del suelo con las nubes en el maravilloso concierto de una impresionante perspectiva. |
| Emilio Criado y Romero, 25 de junio de 1945, Periódico El Popular |

## Obra y estilo
Peinador es un pintor figurativo de impecable factura post-impresionista. Su motivo recurrente es el paisaje por lo que es uno de los paisajistas del campo mexicano del Siglo XX. Recorriendo por carretera todo el país, lo retrata fielmente; compenetrándose igual con la exuberancia del trópico en sus paisajes de mar, como las callejas empedradas de Taxco o Guanajuato. Maestro del dibujo y enamorado del paisaje, el cual capta con la luz y el color de México.
Además del paisaje, realiza cuadros de figura y retrato, donde logra magnífica factura, capturando fielmente el espíritu del retratado con un fuerte y bien logrado modelado.